# Danilo Preto
Danilo Preto, indicato erroneamente anche come Danilo Pretto (Verona, 26 ottobre 1922 – Verona, 17 luglio 1944), è stato un partigiano italiano, medaglia d'oro al valor militare alla memoria.

## Biografia
Giovane militante comunista già durante il regime fascista, Preto aveva prestato il servizio militare nel 113º Reggimento Fanteria. Posto in congedo assoluto per malattia, non aveva esitato ad entrare nelle file della Resistenza subito dopo l'armistizio. Fin dai primi giorni dell'occupazione tedesca combatté nei G.A.P. di Verona, distinguendosi per il suo coraggio. Fu Danilo Preto, con altri gappisti (tra i quali Berto Zampieri, Lorenzo Fava, Emilio Moretto, Aldo Petacchi, e Vittorio Ugolini), a liberare dal "Carcere degli Scalzi" il dirigente comunista Giovanni Roveda che, pur ferito, fu portato in salvo.
Nell'attacco al penitenziario rimasero feriti (quando l'auto predisposta per la fuga non si mise subito in moto), anche Moretto, Zampieri e Fava. Danilo Preto, raggiunto da quattro proiettili, fu lasciato moribondo all'ospedale, dove si spense poco dopo. Sorte ancora peggiore toccò a Fava che, prima di essere eliminato, fu a lungo seviziato.
Sull'impresa di Danilo Preto e dei GAP di Verona (che è ricordata anche nella motivazione della Medaglia d'oro alla città), Berto Perotti ha pubblicato, nel 1957, un libro dal titolo Assalto agli Scalzi. A Verona, in via Scalzi 22, si può leggere una lapide sulla quale è inciso: «Qui/la sera del 17 luglio 1944/sei giovani partigiani/forzate le porte degli Scalzi/ trassero alla luce della lotta/dal carcere fascista/un compagno di fede e di ardimenti/Nella eroica impresa/colpiti dal piombo dei tiranni/LORENZO FAVA e DANILO PRETTO/caddero per risorgere/araldi di libertà e di pace/nel cielo della speranza.»